# ×Dactyloglossum mixtum
Dactyloglossum mixtum là một loài thực vật có hoa trong họ Lan. Loài này được (Asch. & Graebn.) P.F. Hunt mô tả khoa học đầu tiên năm 1971.